# Clase Deutschland (1904)
La clase Deutschland fue la última serie de acorazados pre-dreadnought construidos para la Kaiserliche Marine. Estuvieron presentes en la Batalla de Jutlandia donde uno de ellos, el Pommern, fue hundido. Debido al Tratado de Versalles, dos de ellos, el Schlesien y el Schleswig-Holstein, llegaron a ver la acción en la Segunda Guerra Mundial con la Kriegsmarine.

## Construcción

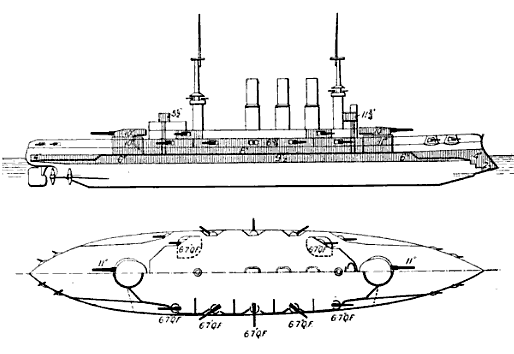
Dibujo lineal de la clase Deutschland

Representando el final de las florecientes clases de acorazados pre-dreadnought alemanes, los buques de la clase Deutschland fueron puestos en grada entre julio de 1903 y noviembre de 1904, en los astilleros de Kiel, Szczecin, Wilhelmshaven y Danzig. En líneas generales, eran similares a los buques de la clase Braunschweig sus inmediatos predecesores, aunque los Deutschlands estaban más blindados. La práctica de llevar calibres intermedios, era común en otras armadas, pero esta práctica, no está seguida por la armada alemana debido a la dificultad que implicaba en la dirección de los disparos y el control de la caída de los disparos cuando concurrían más de tres calibres distintos
Los astilleros Germaniawerft construyeron los acorazados Deutschland y Schleswig-Holstein, A G Vulcan el Pommern, los astilleros Kaiserliche Werft Wilhelmshaven el Hannover, y Schichau construyó el Schlesien. Cada buque, costo más de 24 millones de marcos, y tardo tres años en estar completamente terminados. Pero al tiempo que entraban en servicio, quedaban obsoletos, con la entrada en escena del Dreadnought en 1906, que supuso una revolución en la construcción de acorazados con el concepto "all big gun" (todos los cañones grandes).

## Historial de servicio

### Primera Guerra Mundial

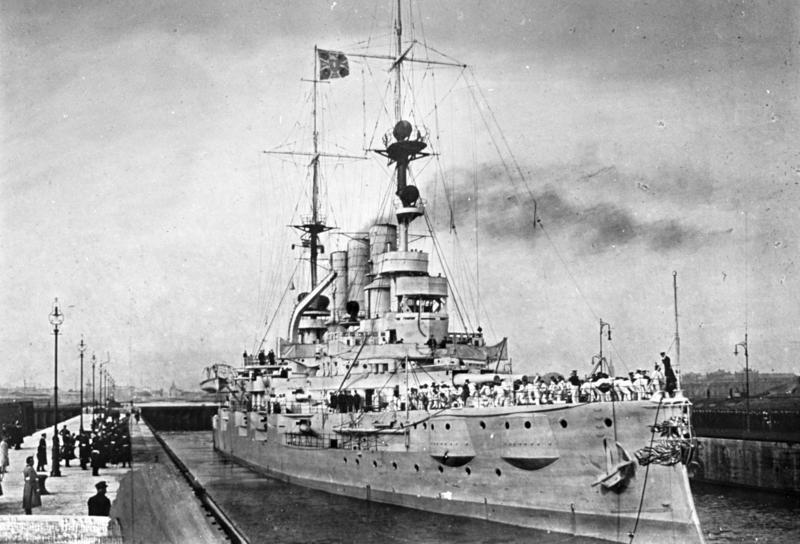
El Deutschland en el canal del Káiser Guillermo en 1912.

Los buques de la clase Deutschland, sirvieron en la segunda escuadra de la, Flota de Alta Mar durante la Primera Guerra Mundial, y participaron en la Batalla de Jutlandia, durante la cual, el Pommern fue hundido. El Schleswig-Holstein fue impactado por once disparos de la flota británica, pero solo sufrió daños mínimos.
Desde 1917, los buques, fueron retirados de la primera línea a papeles auxiliares. El Deutschland y el Schleswig-Holstein fueron usados como buques cuartel, el Hannover fue asignado como buque de vigilancia para el cinturón danés, y el Schlesien fue usado como buque de entrenamiento.
Tras la derrota alemana en la Primera Guerra Mundial, tres de los clase Deutschland permanecieron en la armada alemana, los Hannover, Schleswig-Holstein y Schlesien, junto con el Clase Braunschweig Hessen. El Deutschland fue desguazado en 1922. Los cuatro pre-dreadnought de la Reischmarine, fueron modernizados en los años 20, con el Schleswig-Holstein sirviendo como buque insignia de la armada alemana desde 1926 hasta 1935.

### Segunda Guerra Mundial

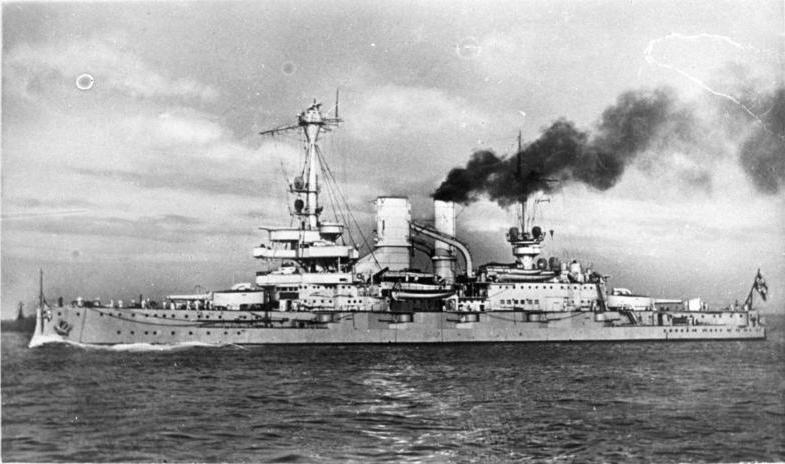
El Schleswig-Holstein en algún momento después de 1928 y antes de 1939.

El Schleswig-Holstein y el Schlesien tienen acreditado el haber realizado los primeros disparos de la Segunda Guerra Mundial, cuando bombardearon las posiciones polacas en Westerplatte el 1 de septiembre de 1939. Los buques bombardearon otras posiciones polacas en Gdynia, Kepa Oksywska, y la Península Hel.
Los buques supervivientes de la clase de acorazados Deutschland retornaron a tareas de entrenamiento tras la ocupación de Noruega en 1940. El Schleswig-Holstein fue reconvertido en buque antiaéreo en 1944 en Gdynia. Fue impactado por tres bombas lanzadas por bombarderos británicos y hundido bajo 12 m de agua. El Hannover fue desguazado en 1944 y el Schlesien en 1945.

## Unidades
- SMS Deutschland: 1906 - desguazado en 1922.
- SMS Hannover: 1907 - desguazado entre 1944 y 1946.
- SMS Pommern: 1907 - hundido en la Batalla de Jutlandia en 1916.
- SMS Schlesien: 1908 - hundido en 1945 por su tripulación
- SMS Schleswig-Holstein: 1908 - hundido en 1944.